# Some Kind of Trouble
Some Kind of Trouble é o terceiro álbum de estúdio do cantor e compositor britânico James Blunt, lançado em 8 de Novembro de 2010, pela Atlantic Records. O principal single do álbum, "Stay the Night", foi lançado em 25 de Outubro de 2010, tendo alcançado o Top 10 em diversos países, entre eles a Holanda, Austrália, Suíça, Itália e Bélgica. O segundo single, "So Far Gone", lançado em 3 de Janeiro de 2011, também alcançou posições satisfatórias em diversos países ao redor do globo, sobretudo europeus. O terceiro compacto oficial, intitulado "If Time Is All I Have", lançado em 4 de abril de 2011, alcançou o Top 10 em oito países, incluindo a Austrália, em que a canção atingiu a 4ª posição. "I'll Be Your Man", o quarto single extraído do álbum e lançado em 23 de maio de 2011, alcançou o 6ª posição na Bélgica, a 13ª nos Países Baixos e a 16ª na Alemanha. O quinto e mais recente single, "Dangerous", lançado em setembro do mesmo ano, atingiu a 11ª posição na Espanha e a 7ª na Nova Zelândia.
O álbum foi gravado no estúdio de gravação privado do Blunt em Los Angeles, na Califórnia. O álbum estreou em #4 na tabela da UK Albums Chart, do Reino Unido, com mais de 106.000 cópias vendidas na primeira semana de comercialização naquele país.

## Antecedentes
Em entrevista ao Contact Music, Blunt disse, sobre o álbum: "Depois da última turnê, eu tentei compor melodias no piano, mas eu achei que estava me repetindo, escrevendo canções tristes, então decidi descansar por um tempo. Minhas canções novas são mais otimistas. Uma coisa eu aprendi é que a sua credibilidade artística evapora quando você tem um recorde tão grande. "You're Beautiful" significa algo para mim, claro, mas para a maioria pessoas, é uma música que se canta quando se está bêbado." Em uma entrevista para Robert Copsey, da Digital Spy, Blunt descreve o álbum dizendo: "Tem uma certa inocência que meu último álbum (All the Lost Souls) não tinha. Ele não se parece com o atual som electro pop, parece com o som do final dos anos 70, início dos anos 80, quando as bandas americanas foram para o Reino Unido. O que eu realmente gosto sobre isso, é a sua energia e otimismo - é completamente positivo " Ao responder qual é sua música preferida do álbum, James respondeu: "Minha música favorita é a "Turn Me On"".

## Músicas
O álbum apresenta doze novas canções e foi produzido por Steve Robson (com produção adicional de Greg Kurstin, Eg White, Kevin Griffin e Warren Huart). Ele vê Blunt, capturando um novo sentimento de espontaneidade e frescura resumida por seu comentário de que ele vê seus dois primeiros álbuns como um par de extremidades do livro - ação e reação. Some Kind of Trouble, então, é o início de um novo capítulo. O álbum foi gravado, em grande parte, em Londres juntamente com os membros da banda que o acompanha nas turnês.
Produzido por Steve Robson, as músicas de trabalho incluem "These are the Words", "Superstar" e o primeiro single "Stay the Night". Escrito por Blunt, Robson, e Ryan Tedder, do OneReplubic, a primeira canção-single também se apropria das mensagens do lendário Bob Marley, fazendo referências diretas à canção "Is This Love".  Além de Robson, com quem escreveu a maioria do álbum, James Blunt também escreveu com Greg Kurstin (The Bird and the Bee), Kevin Griffin, Wayne Hector e Eg White, que também havia colaborado no álbum "All the Lost Souls", dessa vez escreveram juntos "Turn Me On". "As pessoas esperam que eu seja uma pessoa muito séria, que leve a vida de um jeito muito sério, mas isso não é verdade", disse o cantor. "Talvez eles vão ver o meu outro lado neste álbum". O álbum se centra na canção "No Tears", uma balada sentimental sobre "o resumo de uma vida", diz Blunt. "Há certas músicas ao longo do caminho que são marcos - que define um escritor para si. Goodbye My Lover foi mesmo a música do primeiro álbum. Same Mistake foi a canção do segundo. "No Tears" é o meu marco sobre este álbum.”

## Singles

### So Far Gone
O single foi lançado em 03 de janeiro de 2011.

## Faixas
1. "Stay the Night" (Blunt, Robson, Tedder, Marley) – 3:36
2. "Dangerous" (Blunt, Robson) – 3:10
3. "Best Laid Plans" (Blunt, Hector, Robson) – 3:30
4. "So Far Gone" (Blunt, Robson, Tedder) – 3:34
5. "No Tears" (Blunt, Hector, Robson) – 3:50
6. "Superstar" (Blunt, Kurstin) – 3:49
7. "These Are the Words" (Blunt, Hector, Robson) – 3:23
8. "Calling Out Your Name" (Blunt, Hector, Robson) – 3:24
9. "Heart of Gold" (Blunt, Robson) – 3:31
10. "I'll Be Your Man" (Blunt, Kevin Griffin) – 3:37
11. "If Time Is All I Have" (Blunt, White) – 3:25
12. "Turn Me On" (Blunt, White) – 2:29

## Desempenho nas paradas
| Australian Albums Chart                | ARIA | 8  | Platina | 70 mil  | — |  |
| União Europeia European Top 100 Albums | IFPI | 2  | —       |         |   |  |
| Finland's Official List                | IFPI | 9  | —       |         |   |  |
| French Digital Albums Chart            | SNEP | 1  |         | 2,600   |   |  |
| French Albums Chart                    | SNEP | 3  |         | 100.000 |   |  |
| German Albums Chart                    | BVMI | 2  | Ouro    | 100 mil |   |  |
| German Downloads Chart                 | BVMI | 1  | Ouro    | 100 mil |   |  |
| Italian Albums Chart                   | FIMI | 7  |         |         |   |  |
| Swiss Albums Chart                     |      | 1  | Platina | 30 mil  |   |  |
| UK Albums Chart                        | BPI  | 4  | Gold    | 100,000 |   |  |
| Billboard Hot 200                      | RIAA | 11 |         |         |   |  |